# Jeremie Obounet
Jeremie Obounet (Libreville, 17 de agosto de 2002) es un futbolista gabonés que juega en la demarcación de delantero para el Recreativo Granada de la Segunda Federación.

## Selección nacional
Tras jugar en las categorías inferiores de la selección, finalmente el 17 de octubre de 2023 hizo su debut con la selección de fútbol de Gabón en un encuentro amistoso contra Guinea que finalizó con un resultado de empate a uno tras el gol de Serhou Guirassy para Guinea, y de Aaron Boupendza para Gabón.

## Clubes
| Club                        | País        | Año       | Partidos | Goles |
| --------------------------- | ----------- | --------- | -------- | ----- |
| CF Mounana                  | Gabón       | 2019      |          |       |
| AS Pélican                  | Gabón       | 2020-2021 |          |       |
| FC Slutsk                   | Bielorrusia | 2022      | 24       | 2     |
| Diósgyőri VTK               | Hungría     | 2023-2024 | 22       | 4     |
| FC VSS Košice (cedido)      | Eslovaquia  | 2024      | 15       | 0     |
| Antequera CF                | España      | 2024-2025 | 5        | 0     |
| Recreativo Granada (cedido) | España      | 2025-     | 6        | 0     |